# 島田便右衛門
島田 便右衛門（しまだ べんえもん、生没年不詳）は、江戸時代末期（幕末）の土佐国の豪農。
土佐国安芸郡井ノ口村の庄屋を務めていた。もっとも安芸川の水利を独占や年貢米の扱いに不正があったと言われ、自身が井ノ口村の出身ではなかった事もあって農民と度々対立していたという。またまた村の有力者である岩崎家と結んで利権を保っており、岩崎家の内部問題にも介入する事があった。
嘉永6年（1853年）農民との水争いが起こり、安政2年（1855年）岩崎弥次郎の仲介を得てようやく解決にこぎつけた。しかしその祝宴の場で、酒癖の悪かった弥次郎と口論になってその場で喧嘩騒ぎにまで発展し、便右衛門は周囲の者と共に弥次郎を滅多打ちにして重傷を負わせた。この件によって一時期は弥次郎の妻・美和が奉行所に訴え出る騒ぎにまで発展したが、岩崎家分家にあたる岩崎鐡吾・馬之助らの支持を得、また奉行所も私闘には介入しない旨の告知をしたためにこの騒動は沈着する事になった。

## 関連作品
テレビドラマ
- 『龍馬伝』（2010年、NHK、大河ドラマ、演：日野陽仁）